# Kanton Moulins-Sud
Der Kanton Moulins-Sud war von 1973 bis 2015 ein französischer Wahlkreis im Arrondissement Moulins, im Département Allier und in der Region Auvergne. Er umfasste zwei Gemeinden und den südlichen Teil der Stadt Moulins. Die landesweiten Änderungen in der Zusammensetzung der Kantone brachten im März 2015 seine Auflösung. Seine letzte Vertreterin im conseil général des Départements war Nicole Tabutin.

## Gemeinden
In der nachfolgenden Tabelle ist für alle Gemeinden jeweils die gesamte Einwohnerzahl angegeben.
| Gemeinde          | Einwohner Jahr | Fläche km² | Bevölkerungsdichte | Code INSEE | Postleitzahl |
| ----------------- | -------------- | ---------- | ------------------ | ---------- | ------------ |
| Bressolles        | 1.042 (2013)   | –          | – Einw./km²        | 03040      | 03000        |
| Moulins           | 19.474 (2013)  | –          | – Einw./km²        | 03190      | 03000        |
| Toulon-sur-Allier | 1.138 (2013)   | –          | – Einw./km²        | 03286      | 03400        |